# Peter Steffes

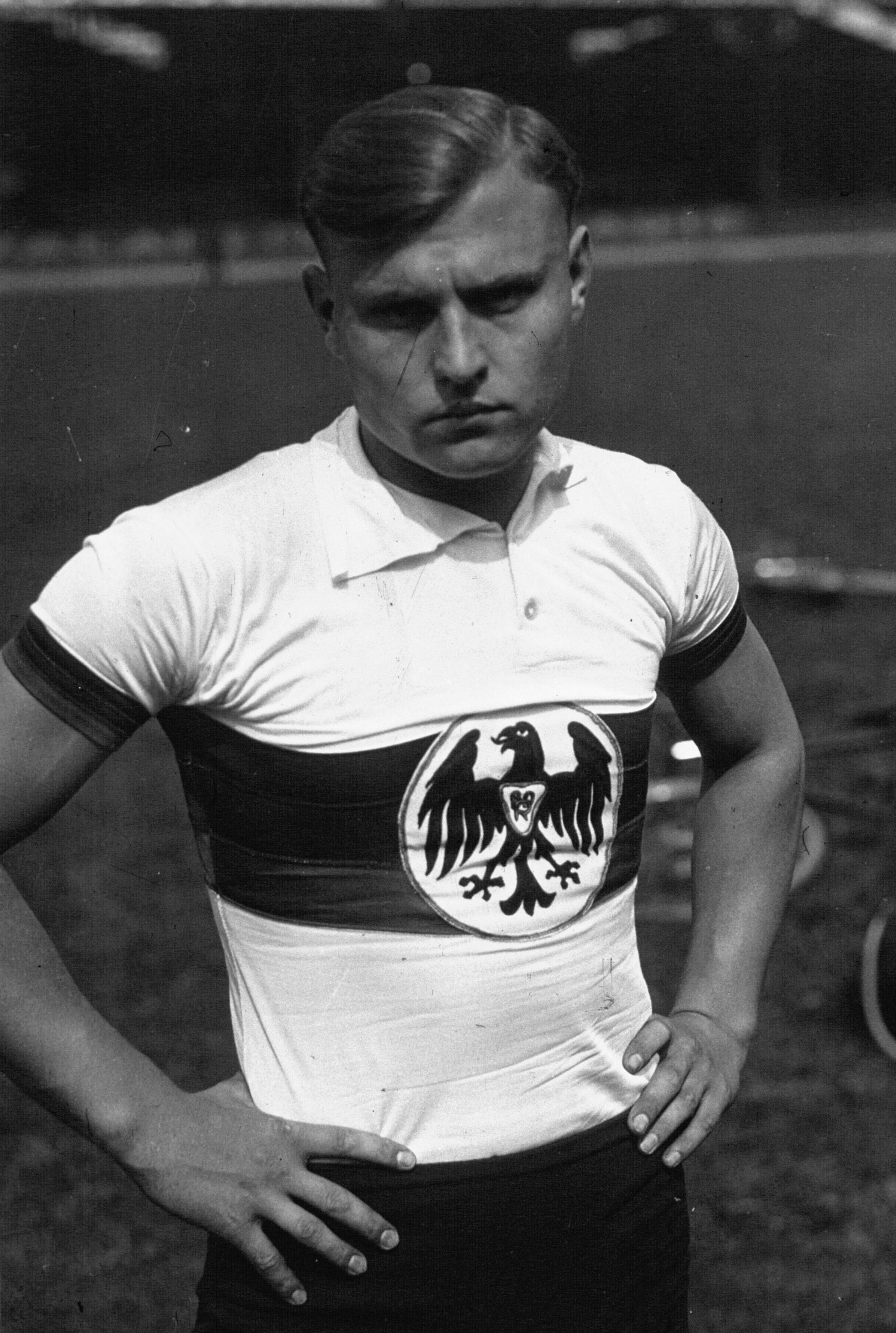
Peter Steffes (1931)

Peter Steffes (* 5. Mai 1907 in Herbesthal; † um 1992 in Köln) war ein deutscher Radrennfahrer.
1926 wurde Peter Steffes mit der Mannschaft des RC Adler Köln, bestehend aus ihm selbst sowie Paul Hanf, Paul Oszmella, Mathias Engel, Viktor Rausch und Jean Schorn, deutscher Meister in der Mannschaftsverfolgung. 1927 belegte er bei den UCI-Bahn-Weltmeisterschaften 1927 in Köln den dritten Platz im Sprint der Amateure, nachdem er bei der nationalen Meisterschaft Zweiter hinter Engel geworden war. 1930 wurde er Profi, errang 1930 sowie 1931 den deutschen Meistertitel im Sprint und stand in den folgenden Jahren bis 1936 jeweils auf dem Podium.
Nach dem Ende seiner aktiven Radsport-Karriere war Steffes auch als Manager tätig. Durch den Verkauf von Schmuggelgut und jüdischem Besitz aus Frankreich gemeinsam mit dem Berliner Werner Miethe soll er während des Krieges und durch Schwarzhandel nach dem Zweiten Weltkrieg zu Wohlstand gekommen sein. Schließlich gründete er eine Automatenfirma in Köln und leistete sich Rennpferde als Hobby.
1989 wurden Steffes und seine Frau Trude für den Film „Auf der Suche nach Albert Richter“ interviewt. Richter, wie Steffes ein Bahnradsportler aus Köln, war 1932 Amateur-Weltmeister im Sprint geworden. 1940 kam er unter ungeklärten Umständen im Gefängnis von Lörrach ums Leben, mutmaßlich wurde er von der Gestapo getötet. Richter hatte Devisen für einen jüdischen Freund aus Köln geschmuggelt und war dabei erwischt worden. Bei Ermittlungen im Jahre 1966 war Steffes als eine von mehreren Personen genannt worden, die unter dem Verdacht standen, Richter an die Gestapo verraten zu haben. Als Grund für diesen Verrat wurde angenommen, dass Steffes gerne Richter betreut hätte, der sich jedoch weiterhin von dem ins Ausland emigrierten Juden Ernst Berliner managen ließ, und eine Festnahme Richters an der Grenze als Druckmittel hätte dienen können. In diesem Interview, in dem Trude Steffes Berliner als „Schweinehund“ bezeichnete, insistierte das Ehepaar Steffes als einzige aus Richters Bekanntenkreis auf der von der NS-Sportführung kolportierten Behauptung, Richter habe im Gefängnis Suizid begangen. Richter sei ein „braver, anständiger, naiver Junge“ gewesen, der „die Nerven verloren habe“. Trude Steffes: „Wir haben leider gehört, daß er freigekommen wäre und hätte keine Sorgen haben brauchen. Das hat man uns bestätigt damals.“ Richters Familie, Ernst Berliner und weitere Freunde hingegen haben Suizid als Todesursache immer vehement ausgeschlossen.

## Trivia
Steffes war Stifter des Ehrenpreises für die Sieger des traditionsreichen Bahnrennens Silberner Adler von Köln, ein Zweier-Mannschaftsfahren für Amateure.